# Зазерский (хутор)
Зазерский — хутор в Тацинском районе Ростовской области.
Входит в состав Зазерского сельского поселения.
Население 742 человека.

## География

### Улицы
| - ул. Кольцевая - ул. Мира - ул. Набережная - ул. Новая | - ул. Октябрьская - ул. Центральная - пер. Заречный - пер. Молодёжный |

## История
В Области Войска Донского по обеим сторонам степной реки Кагальник стоял хутор Протвинский, точная дата возникновения которого неизвестна. Из исторических очерков жившего до Октябрьской революции донского писателя Ф. Д. Крюкова до наших дней дошли фамилии тех донских казаков и русских офицеров, которых за ратные подвиги в Отечественной войне 1812 года жаловали в числе прочего земельными наделами на среднем Дону. Среди многих известных фамилий встречается и фамилия Зазерский. Велика вероятность того, что одним из потомков участника войны 1812 года и был есаул Зазерский, владевший землями хутора Протвинский.
В конце XIX века атаманом станицы Ермаковской был Зазерский Анатолий Семенович. Впервые эта фамилия упоминается в 1725 году, когда в июле этого же года донской полуполковник (так звучал тогда этот чин) Василий Иванович Зазерский разбил калмыцкого воеводу Нашир-Доршу.
В 1837 году, согласно переписи, в хуторе Протвинском проживало 493 человека, насчитывалось 83 двора, такое же количество дворовых хозяйств. После смерти казака Зазерского, его жене перешло около двух тысяч десятин земли. В 1879 году она, переезжая на постоянное место жительства в город Новочеркасск, передала землю безвозмездно в собственность своим батракам — пяти братьям Небоженко и их родственникам. В благодарность за это казаки переименовали свой хутор и дали ему название Зазерский.
В 1913 году на хуторе была построена Вознесенская церковь, первым священником который был Попов Николай.

## Население
| 2010 |
| ---- |
| 685  |

### Известные люди
В хуторе родились:
- Воронин, Иван Николаевич — Герой Советского Союза.
- Полтавцев, Пётр Ефимович — Герой Социалистического Труда.